# Хилиуцы (Фалештский район)
Хилиуцы (рум. Hiliuţi, Хилиуць) — село в Фалештском районе Молдавии. Является административным центром коммуны Хилиуцы, включающей также село Новый Рауцел.

## География
Село расположено на высоте 169 метров над уровнем моря.

## Население
По данным переписи населения 2004 года, в селе Хилиуць проживали 2037 человек (996 мужчин, 1041 женщина).
Этнический состав села:
| Национальность | Число жителей | Процентный состав |
| -------------- | ------------- | ----------------- |
| молдаване      | 1976          | 97.01             |
| украинцы       | 43            | 2.11              |
| русские        | 16            | 0.79              |
| поляки         | 1             | 0.05              |
| прочие         | 1             | 0.05              |
| Всего          | 2037          | 100%              |